# 20015 Liguori
20015 Liguori este o planetă minoră (asteroid), cu un diametru de 4,361 km, din centura de asteroizi. A fost descoperită pe 30 septembrie 1991 la Observatorul Siding Spring de Robert H. McNaught. 
Obiectul prezintă o orbită caracterizată de o semiaxă mare de 2,6119177 UAi, o excentricitate de 0,11, o înclinație de 15,25484 ° în raport cu ecliptica.